# Harald Huber (Musiker)
Harald Huber (Harald Sternhuber; * 1954, aufgewachsen in Hainfeld, Bezirk Lilienfeld, Niederösterreich) ist ein österreichischer Musikwissenschaftler, Komponist und Pianist.

## Ausbildung
Harald Huber studierte in Wien an der damaligen Hochschule für Musik und darstellende Kunst Musikerziehung/Lehramt, Violoncello bei Valentin Erben sowie Komposition und Elektroakustik bei Erich Urbanner und Dieter Kaufmann. Zusätzlich studierte er an der Universität Wien Philosophie, Psychologie und Pädagogik (Lehramt) und Soziologie.

## Leben
Huber entwickelte an der Universität für Musik und darstellende Kunst Wien ab 1980 den „Fachbereich Popularmusik“, der 2002 in das künstlerisch-wissenschaftliche „Institut für Popularmusik“ (ipop) mündete. Dort unterrichtet er als Professor für „Theorie und Geschichte der Popularmusik“ und war bis 2019 Mitglied des Leitungsteams. Harald Huber ist seit 2006 Präsident des Österreichischen Musikrats, gehörte von 2005 bis 2010 dem Vorstand des Europäischen Musikrats an und ist ständiges Mitglied der ARGE Kulturelle Vielfalt der Österreichischen UNESCO-Kommission. Als Wissenschaftler und als Künstler ist er der gesamten Vielfalt der Musik verpflichtet. Er komponierte über 400 Werke und ist als Musiker in den Bereichen Neue Musik, Jazz, World Music, Rock/Pop, Tanz- und Improvisationstheater aktiv.

## Forschung
Das Studium der Soziologie setzte er post-graduate am Institut für Höhere Studien (IHS) bei Marina Fischer-Kowalski fort und nahm an dem Lehrprojekt „Jugendkulturen seit dem 2. Weltkrieg“ teil. 1994 wurde er Universitätsassistent am Institut für Musikpädagogik und verfasste 1998 seine Dissertation zum Thema „Stilanalyse: Stile der Popularmusik des letzten Viertel des 20. Jahrhunderts“. In seiner Habilitationsschrift „Der Song und die Stilfelder der Musik“ (2004) entwickelte er einen musiksoziologischen Ansatz, die Vielfalt der Musik des 21. Jahrhunderts adäquat zu beschreiben („Vergleichende Stilfelder-Analyse“). Davon ausgehend leitete er die Konzeption und Durchführung der Studien „Austrian Report on Musical Diversity“ (2012) und „Aufführungsrituale der Musik“ (2017).
Seit 2004 ist Harald Huber außerordentlicher Universitätsprofessor an der Universität für Musik und darstellende Kunst Wien. In dieser Funktion hat er bislang über 200 Masterarbeiten und Dissertationen betreut.
Umfangreiche Gutachtertätigkeiten, vor allem in Plagiatsfragen für ORF, Werbeagenturen, AKM. Als Sachverständiger wies er unter anderem die Vorwürfe zurück, Österreich sei mit einem Coldplay-Plagiat beim Eurovision Song Contest 2015 angetreten.
2021 Veröffentlichung des Buches „Aufführungsrituale der Musik. Zur Konstituierung kultureller Vielfalt am Beispiel Österreich“ im transcript Verlag, gemeinsam mit Drin Magdalena Fürnkranz.

## Pädagogik
Ein wichtiger Tätigkeitsbereich von Harald Huber ist die Didaktik von Popularmusik, Improvisation und Komposition in Theorie und Praxis. Als Mitglied der Curriculum-Kommission wirkte er wesentlich an der Erstellung von Studienplänen im Bereich Musikpädagogik und Popularmusik mit. Zusätzlich zu seiner Lehrtätigkeit in diesen Bereichen initiierte er eine Reihe von kompositionspädagogischen Projekten:
- Musikanimation im Rahmen des Steirischen Herbstes in Mürzzuschlag gemeinsam mit Hans Werner Henze (1979–84), Musical „´Sperrstund‘ oder Eine Reise auf den Mond“
- Blitz Musikwerkstatt mit Schulklassen und SchülerInnengruppen (1990er Jahre)
- Songwriting Workshops gemeinsam mit Projekt Pop/AKM (seit 2001)
- Wettbewerb podium.jazz.pop.rock… (Etablierung in den 2000er Jahren)
- Aquarium Veranstaltungsreihe im Wiener Ost Klub zur Präsentation studentischer Bandprojekte wie z. B. Beach Party Orchester (seit 2005)
- Young Composers in Concert, Förderprogramm des NÖ Musikschulmanagements für Kinder und Jugendliche (seit 2006)
- demo listening sessions gemeinsam mit Projekt Pop/AKM und soundbase/Wien X-tra (2008 bis 2019)

2016/17 war Huber Mitglied der Arbeitsgruppe der KOMU (Konferenz der Österreichischen Musikschulwerke) zur Entwicklung eines Lehrplans für das Fach Komposition an den österreichischen Musikschulen, der 2017 veröffentlicht wurde.
Harald Huber ist seit dem 1. Oktober 2019 an der Universität für Musik und Darstellende Kunst Wien im Ruhestand, lehrt aber weiterhin im Bereich Didaktik der zeitgenössischen Popularmusik, im Rahmen des Flüchtlingsprojekts „Zusammenklänge“ und ist als Betreuer von Dissertationen tätig.

## Politik
Als Musikschaffender engagiert er sich, die Rahmenbedingungen der künstlerischen Arbeit zu verbessern. Der Internationale Musikrat (IMC) bietet dafür die weltweite Plattform für alle Interessenvertretungen des gesamten Musiklebens. Hierzu ist er einem ständigen Lobbying-Prozess mit den jeweils verantwortlichen Politikern.
Von 2002 bis 2006 war er Vizepräsident, seit 2006 Präsident des Österreichischen Musikrats (ÖMR). Dabei ist er seit 2005 österreichischer Delegierter beim „World Forum on Music“ des IMC in Los Angeles, in Peking, Tunis, Tallinn, Brisbane, Rabat, Pafos/Zypern und Paris.
Huber war Initiator des „Musikfests der Vielfalt“ (2010–14) und betreibt Öffentlichkeitsarbeit für österreichische Musik bei internationalen Messen (PopKomm, MIDEM, WOMEX).
2005–2010 war er Vorstandsmitglied des Europäischen Musikrats (EMC) und Mitglied der AG Kulturelle Vielfalt der Österreichischen UNESCO-Kommission (Vorsitz ab 2021). Initiator und Organisator von Symposien (z. B.: „West Meets East – Musik und interkultureller Dialog“ 2008 oder „Musik aus Österreich – im globalen Kontext“ 2014) in Kooperation mit der Universität für Musik und darstellende Kunst Wien.
Als ÖMR-Präsident war er u. a. Ansprechpartner der Österreichischen Regierung bezüglich COVID-19-Maßnahmen im Musikbereich.

## Kunst

### Kompositionen (Popserielle Musik)
Harald Huber komponierte bislang über 400 Werke: Klaviermusik, Neue Kammermusik, Jazzstücke, Popsongs, Chorwerke, Musicalsongs für Kinder. Seine musikalisch-künstlerische Arbeit bewegt sich zwischen zwei Polen: experimentelle freie Improvisation und Zwölftontechnik auf der einen Seite – Jazz, Pop, Rock und Volks- und Weltmusik auf der anderen Seite. Seit 2010 erfolgte eine verstärkte Auseinandersetzung mit Musik des arabischen Raumes und der Antike. Thematisch kreisen die Werke häufig um Reiseeindrücke, Fluglinien, Wellness & Meditation, politisches Engagement, Liebe und Sex, persönliche und gesellschaftliche Stimmungen u. a.
2020: Komposition „Universal Declaration of Human Rights“: Vertonung der 30 Artikel der Allgemeinen Erklärung der Menschenrechte (UN 1948) für Sprecher und World Orchestra.
Musikalisch arbeitete er u. a. mit Dieter Kaufmann, Hans Werner Henze, John Zorn, Anthony Braxton, Lee Konitz, Abdullah Ibrahim (Dollar Brand), Don Cherry, Friedrich Gulda, Willi Resetarits, Christian Kolonovits, André Heller, Roland Neuwirth, Wolfgang Puschnig, Fritz Pauer, Ingrid Oberkanins, Christina Zurbrügg, Franz Hautzinger, Andy Baum, Stefan Heckel, Harald Hanisch, Christian Mühlbacher, Christoph Cech, Edi Köhldörfer, Mary Broadcast, Bernhard Gander, Fritz Ozmec, Martin Auer, Peter Rosmanith, Gina Schwarz, Wolfram Wagner, Maria Bayer, Christian Maurer und Agnes Palmisano zusammen.

### Bands
- 'Akkordarbeiter, (Politrock, 1974–1981)
- Ixophon, (Jazz & Minimal Art, 1981–1989)
- MEZ, (World Dance Jazz, 1990–1998)
- Jazz & Jungle, (Drum&Bass + Live Impro, 1994–1998)
- BLOX, (Impro Dance Game Music, 1999–2004)
- Rabiat Zeiserln, (Wienerlied & EDM, 2002–2003)
- Vina Walzza, (Impro Walzer, 2004–2006)
- FRANZ, (Pop/Rock, 2013–2014)
- Sa.Ha.Ra, (Arab World Jazz, 2009–heute)
- Donaukrach, (Pop/Rock/Funk/Theater, 2019)
- Palm&Stern, (Duo mit Agnes Palmisano, 2020)
- Afro Arabiq Walzer Archestra, (Premiere 2020[5])

### Impro Kunst
- Fiasko, Kabarett mit Franz Hütterer, 1982–2012
- Tanz Projekt Wien, Tanztheater, 1992–1994
- Wiener u.r.theater, Impro-Theater, 2001–2011
- TAG: Sport vor Ort,[6] Impro-Theater, 2012–heute

## Auszeichnungen
- 1972: 1. Preis beim Wettbewerb des niederösterreichischen Musikschulwerks im Fach Klavier
- 2019: Verleihung der goldenen Verdienstmedaille der Universität für Musik und darstellende Kunst Wien.[7]
- 2020: „artist in residence“ von „Musik aktuell – neue musik in nö“ 2022. Thema: „Menschenrechte/Musikrechte[8]“